# Associazione Calcio Comense 1934-1935
Questa pagina raccoglie i dati riguardanti l'Associazione Calcio Comense nelle competizioni ufficiali della stagione 1934-1935.

## Rosa
| N. |                   | Ruolo | Calciatore           |
| -- | ----------------- | ----- | -------------------- |
|    | Italia (bandiera) | P     | Enrico Borgomainerio |
|    | Italia (bandiera) | C     | Cesare Butti         |
|    | Italia (bandiera) | C     | Antonio Cetti        |
|    | Italia (bandiera) | C     | Luigi Cevenini       |
|    | Italia (bandiera) | C     | Egidio Crippa        |
|    | Italia (bandiera) | C     | Arturo De Angeli     |
|    | Italia (bandiera) | A     | Eugenio Filippi      |
|    | Italia (bandiera) | D     | Edoardo Galimberti   |
|    | Italia (bandiera) | A     | Fortunato Galli      |
|    | Italia (bandiera) | A     | Fiorano Grassi       |
|    | Italia (bandiera) | P     | Eugenio Guarisco     |

| N. |                   | Ruolo | Calciatore         |
| -- | ----------------- | ----- | ------------------ |
|    | Italia (bandiera) | D     | Carlo Guzzetti     |
|    | Italia (bandiera) | C     | Attilio Kossovel   |
|    | Italia (bandiera) | A     | Mario Manfredi     |
|    | Italia (bandiera) | C     | Giovanni Marin     |
|    | Italia (bandiera) | D     | Mario Migliavacca  |
|    | Italia (bandiera) | D     | Michele Moretti    |
|    | Italia (bandiera) | C     | Franco Nasoni      |
|    | Italia (bandiera) | D     | Franco Petermann   |
|    | Italia (bandiera) | D     | Gian Emilio Piazza |
|    | Italia (bandiera) | C     | Luigi Pilotta      |
|    | Italia (bandiera) | C     | Carlo Pontiggia    |

## Statistiche

### Statistiche di squadra
| Competizione | Punti | In casa | In casa | In casa | In casa | In casa | In casa | In trasferta | In trasferta | In trasferta | In trasferta | In trasferta | In trasferta | Totale | Totale | Totale | Totale | Totale | Totale | DR  |
| Competizione | Punti | G       | V       | N       | P       | Gf      | Gs      | G            | V            | N            | P            | Gf           | Gs           | G      | V      | N      | P      | Gf     | Gs     | DR  |
| ------------ | ----- | ------- | ------- | ------- | ------- | ------- | ------- | ------------ | ------------ | ------------ | ------------ | ------------ | ------------ | ------ | ------ | ------ | ------ | ------ | ------ | --- |
| Serie B      | 20    | 14      | 5       | 3       | 6       | 15      | 21      | 14           | 2            | 3            | 9            | 12           | 34           | 28     | 7      | 6      | 15     | 27     | 55     | -28 |

### Statistiche dei giocatori
| Giocatore        | Serie B  | Serie B |
| Giocatore        | Presenze | Reti    |
| ---------------- | -------- | ------- |
| E. Borgomainerio | 3        | -?      |
| C. Butti         | 18       | 0       |
| A. Cetti         | 22       | 1       |
| L. Cevenini      | 15       | 5       |
| E. Crippa        | 7        | 0       |
| A. De Angeli     | 1        | 0       |
| E. Filippi       | 21       | 3       |
| E. Galimberti    | 12       | 0       |
| F. Galli         | 9        | 0       |
| F. Grassi        | 7        | 1       |
| E. Guarisco      | 26       | -?      |
| C. Guzzetti      | 7        | 0       |
| A. Kossovel      | 25       | 7       |
| M. Manfredi      | 4        | 1       |
| G. Marin         | 27       | 5       |
| M. Migliavacca   | 18       | 0       |
| M. Moretti       | 3        | 0       |
| F. Nasoni        | 5        | 0       |
| F. Petermann     | 18       | 0       |
| G. Piazza        | 29       | 0       |
| L. Pilotta       | 15       | 5       |
| C. Pontiggia     | 27       | 1       |